# Mimmo Scavia
Bartolomeo Scavia (Alessandria, 8 ottobre 1938) è un architetto, scenografo e costumista italiano noto anche come Mimmo Scavia.

## Carriera
Ha operato in diversi film di produzione italiana, dalla fine degli anni sessanta al 2000. Ha lavorato con molti registi italiani, dedicandosi soprattutto al settore dell'horror e della fantascienza. 

### Vita privata
È stato sposato con l'attrice Anna Mazzamauro.

## Filmografia parziale

### Scenografo
- 36 ore all'inferno, regia di Roberto Bianchi Montero (1969)
- I Leopardi di Churchill, regia di Maurizio Pradeaux (1970)
- Le amorose notti di Alì Babà, regia di Luigi Latini De Marchi (1973)
- Le Amazzoni - Donne d'amore e di guerra, regia di Alfonso Brescia (1973)
- La mafia mi fa un baffo, regia di Riccardo Garrone (1974)
- Il lupo dei mari, regia di Giuseppe Vari (1975)
- Antonio e Placido - Attenti ragazzi, chi rompe... paga!, regia di Giorgio Ferroni (1975)
- Brogliaccio d'amore, regia di Decio Silla (1976)
- L'adolescente, regia di Alfonso Brescia (1976)
- Sangue di sbirro, regia di Alfonso Brescia (1976)
- El macho, regia di Marcello Andrei (1977)
- Anno zero - Guerra nello spazio, regia di Alfonso Brescia (1977)
- Immagini di un convento, regia di Joe D'Amato (1979)
- Duri a morire, regia di Joe D'Amato (1979)
- Sabato, domenica e venerdì, registi vari (1979)
- Il porno shop della settima strada, regia di Joe D'Amato (1979)
- La bestia nello spazio, regia di Alfonso Brescia (1980)
- L'ultimo cacciatore, regia di Antonio Margheriti (1980)
- After Death (Oltre la morte), regia di Claudio Fragasso (1988)
- Zombi 3, regia di Lucio Fulci (1988)
- Robowar - Robot da guerra, regia di Bruno Mattei (1989)
- Desideri, regia di Bruno Mattei (1990)
- Tre pesci, una gatta nel letto che scotta (1990), regia di David Graham (Bruno Mattei)
- The Frozen Inferno, regia di Michael A. Martinez (2000)